# Valle di Maddaloni
Valle di Maddaloni ist eine italienische Gemeinde (comune) mit 2624 Einwohnern (Stand 31. Dezember 2023) in der Provinz Caserta in Kampanien. Die Gemeinde liegt etwa sieben Kilometer östlich von Caserta und grenzt unmittelbar an die Provinz Benevento.

## Sehenswürdigkeiten
Der Ort ist bekannt für den Aquädukt von Vanvitelli (errichtet zwischen 1753 und 1762). Dieser steht gemeinsam mit dem königlichen Palast von Caserta und der Seidenspinnerei von San Leucio in der Weltkulturerbeliste der UNESCO.

## Verkehr
Der Bahnhof von Valle di Maddaloni liegt an der Bahnstrecke Caserta–Foggia. Durch die Gemeinde führt die frühere Strada Statale 265 dei Ponti della Valle (heute eine Provinzstraße) von Amorosi nach Giugliano in Campania.